# Europaspiele 2015/Taekwondo
Bei den Europaspielen 2015 in Baku, Aserbaidschan wurden vom 16. bis 19. Juni 2015 insgesamt acht Wettbewerbe im Taekwondo (jeweils vier für Männer und vier für Frauen) in der Bakı Kristal Zalı ausgetragen.

## Ergebnisse

### Männer

#### Bis 58 kg
| Platz | Sportler          | Land          |
| ----- | ----------------- | ------------- |
| 1     | Rui Bragança      | Portugal      |
| 2     | Jesús Tortosa     | Spanien       |
| 3     | Si Mohamed Ketbi  | Belgien       |
| 3     | Levent Tuncat     | Deutschland   |
| 5     | Məhəmməd Məmmədov | Aserbaidschan |
| 5     | Miloš Gladović    | Serbien       |

Wettbewerb: 16. Juni 2015

#### Bis 68 kg
| Platz | Sportler           | Land          |
| ----- | ------------------ | ------------- |
| 1     | Ayxan Tağızadə     | Aserbaidschan |
| 2     | Karol Robak        | Polen         |
| 3     | Alexei Denissenko  | Russland      |
| 3     | Joel González      | Spanien       |
| 5     | Vladislav Arventii | Moldau        |
| 5     | Servet Tazegül     | Türkei        |

Wettbewerb: 17. Juni 2015

#### Bis 80 kg
| Platz | Sportler         | Land           |
| ----- | ---------------- | -------------- |
| 1     | Milad Beigi      | Aserbaidschan  |
| 2     | Albert Gaun      | Russland       |
| 3     | Julio Ferrera    | Portugal       |
| 3     | Lutalo Muhammad  | Großbritannien |
| 5     | Roberto Botta    | Italien        |
| 5     | Richard Ordemann | Norwegen       |

Wettbewerb: 18. Juni 2015
Teilnehmer:

9.–16.  Tahir Gülec

#### Über 80 kg
| Platz | Sportler         | Land          |
| ----- | ---------------- | ------------- |
| 1     | Radik İsayev     | Aserbaidschan |
| 2     | Wladislaw Larin  | Russland      |
| 3     | Vedran Golec     | Kroatien      |
| 3     | Daniel Ros Gómez | Spanien       |
| 5     | Jeroen Wanrooij  | Niederlande   |
| 5     | Ivan Trajković   | Slowenien     |

Wettbewerb: 19. Juni 2015
Teilnehmer:

9.–16.  Volker Wodzich

### Frauen

#### Bis 49 kg
| Platz | Sportler          | Land           |
| ----- | ----------------- | -------------- |
| 1     | Charlie Maddock   | Großbritannien |
| 2     | Tijana Bogdanović | Serbien        |
| 3     | Patimat Abakarova | Aserbaidschan  |
| 3     | Lucija Zaninović  | Kroatien       |
| 5     | Erica Nicoli      | Italien        |
| 5     | Ivett Gonda       | Ungarn         |

Wettbewerb: 16. Juni 2015

#### Bis 57 kg
| Platz | Sportler         | Land           |
| ----- | ---------------- | -------------- |
| 1     | Jade Jones       | Großbritannien |
| 2     | Ana Zaninović    | Kroatien       |
| 3     | Eva Calvo        | Spanien        |
| 3     | Nikita Glasnović | Schweden       |
| 5     | Jekaterina Kim   | Russland       |
| 5     | Edina Kotsis     | Ungarn         |

Wettbewerb: 17. Juni 2015
Teilnehmer:

9.–16.  Anna-Lena Frömming

#### Bis 67 kg
| Platz | Sportler                  | Land          |
| ----- | ------------------------- | ------------- |
| 1     | Anastassija Baryschnikowa | Russland      |
| 2     | Fəridə Əzizova            | Aserbaidschan |
| 3     | Elin Johansson            | Schweden      |
| 3     | Nur Tatar                 | Türkei        |
| 5     | Tetjana Teterewjatnikowa  | Ukraine       |
| 5     | Haby Niaré                | Frankreich    |

Wettbewerb: 18. Juni 2015
Teilnehmer:

9.–16.  Rabia Gülec

9.–16.  Nina Kläy

#### Über 67 kg
| Platz | Sportler        | Land       |
| ----- | --------------- | ---------- |
| 1     | Gwladys Épangue | Frankreich |
| 2     | Milica Mandić   | Serbien    |
| 3     | Olga Iwanowa    | Russland   |
| 3     | Iva Radoš       | Kroatien   |
| 5     | Rosana Simón    | Spanien    |
| 5     | Maryna Konjewa  | Ukraine    |

Wettbewerb: 19. Juni 2015
Teilnehmer:

9.–16.  Yanna Schneider

## Medaillenspiegel
| Rang   | Land           | Gold | Silber | Bronze | Gesamt |
| ------ | -------------- | ---- | ------ | ------ | ------ |
| 1      | Aserbaidschan  | 3    | 1      | 1      | 5      |
| 2      | Großbritannien | 2    | 0      | 1      | 3      |
| 3      | Frankreich     | 1    | 0      | 0      | 1      |
| 3      | Portugal       | 1    | 0      | 0      | 1      |
| 5      | Serbien        | 0    | 2      | 0      | 2      |
| 6      | Spanien        | 0    | 1      | 3      | 4      |
| 6      | Kroatien       | 0    | 1      | 3      | 4      |
| 8      | Russland       | 0    | 1      | 2      | 3      |
| 9      | Polen          | 0    | 1      | 0      | 1      |
| 10     | Belgien        | 0    | 0      | 1      | 1      |
| 10     | Deutschland    | 0    | 0      | 1      | 1      |
| 10     | Schweden       | 0    | 0      | 1      | 1      |
| Gesamt | Gesamt         | 6    | 6      | 12     | 24     |